# Lackie (Białoruś)
Lackie (biał. Ляцкія, Lackija; ros. Ляцкие, Lackije) – wieś na Białorusi, w obwodzie brzeskim, w rejonie kamienieckim, w sielsowiecie Kamieniuki, w granicach Parku Narodowego „Puszcza Białowieska” i w pobliżu granicy z Polską.
Siedziba leśnictwa Karalewa-Mastouskiego.

## Warunki naturane
Wieś z każdej strony otoczona jest Puszczą Białowieską. W pobliżu znajduje się zaporowe Jezioro Lackie.

## Historia
W dwudziestoleciu międzywojennym uroczysko położone w Polsce, w województwie białostockim, w powiecie bielskim, w gminie Białowieża. Znajdowały się tu wówczas leśniczówka i barak robotniczy.
Po II wojnie światowej w granicach Związku Sowieckiego. Od 1991 w niepodległej Białorusi.